# Murray Chandler
Murray Graham Chandler (Wellington, 4 de abril de 1960) es un Gran Maestro de ajedrez neozelandés que, habiendo adquirido la ciudadanía británica a principios de los años 1980, ahora representa a Inglaterra internacionalmente. Chandler también escribe sobre ajedrez.
Chandler ganó el Campeonato de Nueva Zelanda de ajedrez en 1975-76 y se obtuvo el título de Maestro Internacional en 1977. Su primera aparición internacional en ajedrez fue en 1974 cuando participó con el equipo de Nueva Zelanda en el primer Campeonato de Asia de ajedrez por equipos en Penang (Malasia). Después, representó a Nueva Zelanda en las Olimpíadas de ajedrez de 1976, 1978 y 1980 pero entonces juró lealtad a Inglaterra. Jugó para Inglaterra las Olimpíadas de ajedrez de 1982, 1984, 1986], 1988, 1990 y 1992. Consiguió el título de Gran Maestro Internacional en 1983.
Entre los mayores resultados de Chandler están el Campeonato de ajedrez de la Commonwealth (conjunto) en 1984, 1º en Brighton (1981), 1º en el Zonal de Blackpool de 1990, 1º en el Lloyds Bank Masters de 1979, 1º en el Congreso Internacional de Ajedrez de Hastings de 1986/7 y 2º (por detrás de Anatoly Karpov) en Londres (1984). Jugó para el equipo Resto del Mundo en el encuentro Rusia contra el resto del mundo contra la URSS en Londres en 1984. Empató en la primera plaza del Campeonato de Gran Bretaña de ajedrez de 1986, pero perdió el encuentro de desempate.
Chandler fue editor del British Chess Magazine desde 1991 hasta 1999. Volvió a Nueva Zelanda en 2006 para ganar su segundo Campeonato de Nueva Zelanda de ajedrez.
Una hazaña inusual en su vida es su marcador de dos victorias, cero tablas y ninguna derrota contra Garry Kasparov. Una victoria fue en el Campeonato del Mundo sub-16 en 1976 y la otra en una exhibición de simultáneas en 1985.

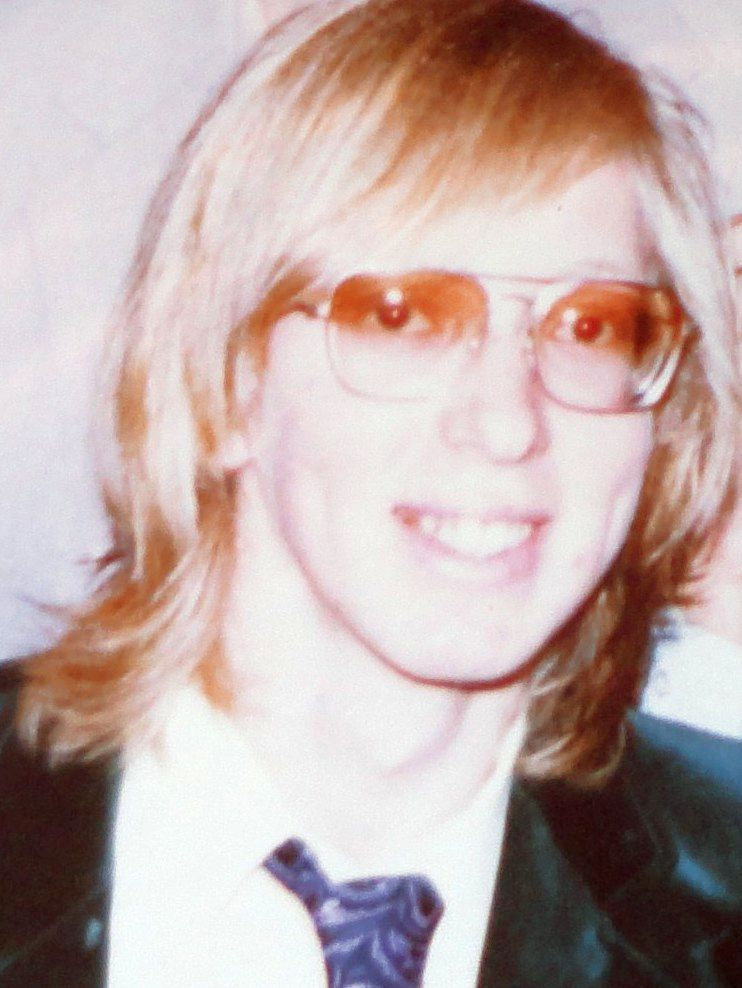
Murray Chandler, Rio 1979

Se ha casado en dos ocasiones.